# Aaleniense
| Era Eratema | Periodo Sistema | Época Serie         | Edad Piso                      | Inicio, en millones de años |
| ----------- | --------------- | ------------------- | ------------------------------ | --------------------------- |
| Mesozoico   | Cretácico       | Cretácico           | Cretácico                      | 143,1                       |
| Mesozoico   | Jurásico        | Superior / Tardío   | Titoniense Titoniano           | 149,2±0,7                   |
| Mesozoico   | Jurásico        | Superior / Tardío   | Kimmeridgiense Kimmeridgiano   | 154,8±0,8                   |
| Mesozoico   | Jurásico        | Superior / Tardío   | Oxfordiense Oxfordiano         | 161,5±1,0                   |
| Mesozoico   | Jurásico        | Medio               | Calloviense Calloviano         | 165,3±1,1                   |
| Mesozoico   | Jurásico        | Medio               | Bathoniense Bathoniano         | 168,2±1,2                   |
| Mesozoico   | Jurásico        | Medio               | Bajociense Bajociano           | 170,9±0,8                   |
| Mesozoico   | Jurásico        | Medio               | Aaleniense Aaleniano           | 174,7±0,8                   |
| Mesozoico   | Jurásico        | Inferior / Temprano | Toarciense Toarciano           | 184,2±0,3                   |
| Mesozoico   | Jurásico        | Inferior / Temprano | Pliensbachiense Pliensbachiano | 192,9±0,3                   |
| Mesozoico   | Jurásico        | Inferior / Temprano | Sinemuriense Sinemuriano       | 199,3±0,3                   |
| Mesozoico   | Jurásico        | Inferior / Temprano | Hettangiense Hettangiano       | 201,4±0,2                   |
| Mesozoico   | Triásico        | Triásico            | Triásico                       | 251,902±0,024               |

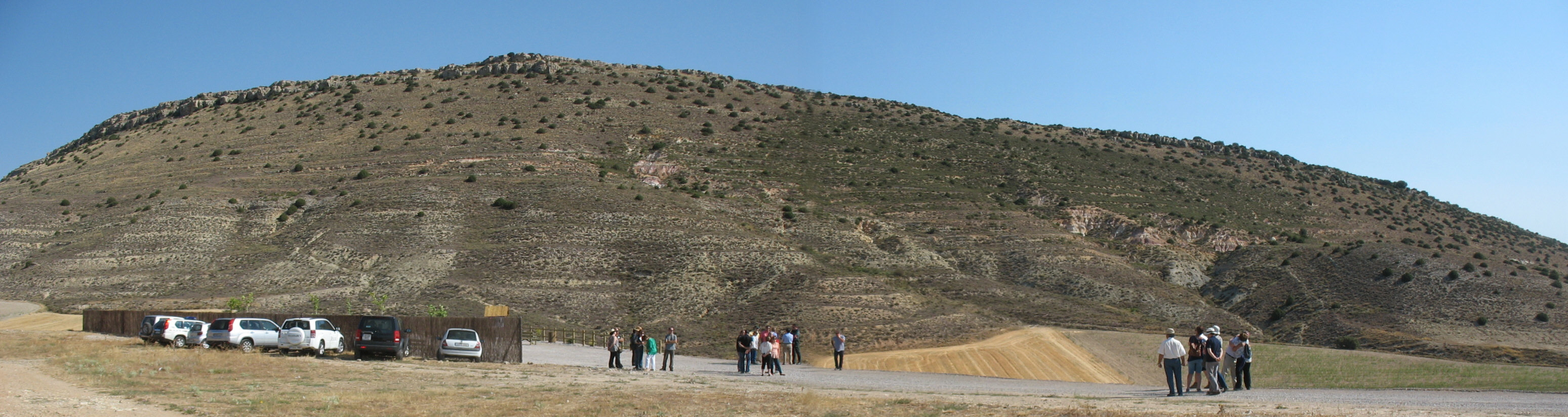
Afloramiento del estratotipo del Aaleniense (GSSP) en Fuentelsaz (Guadalajara, España).

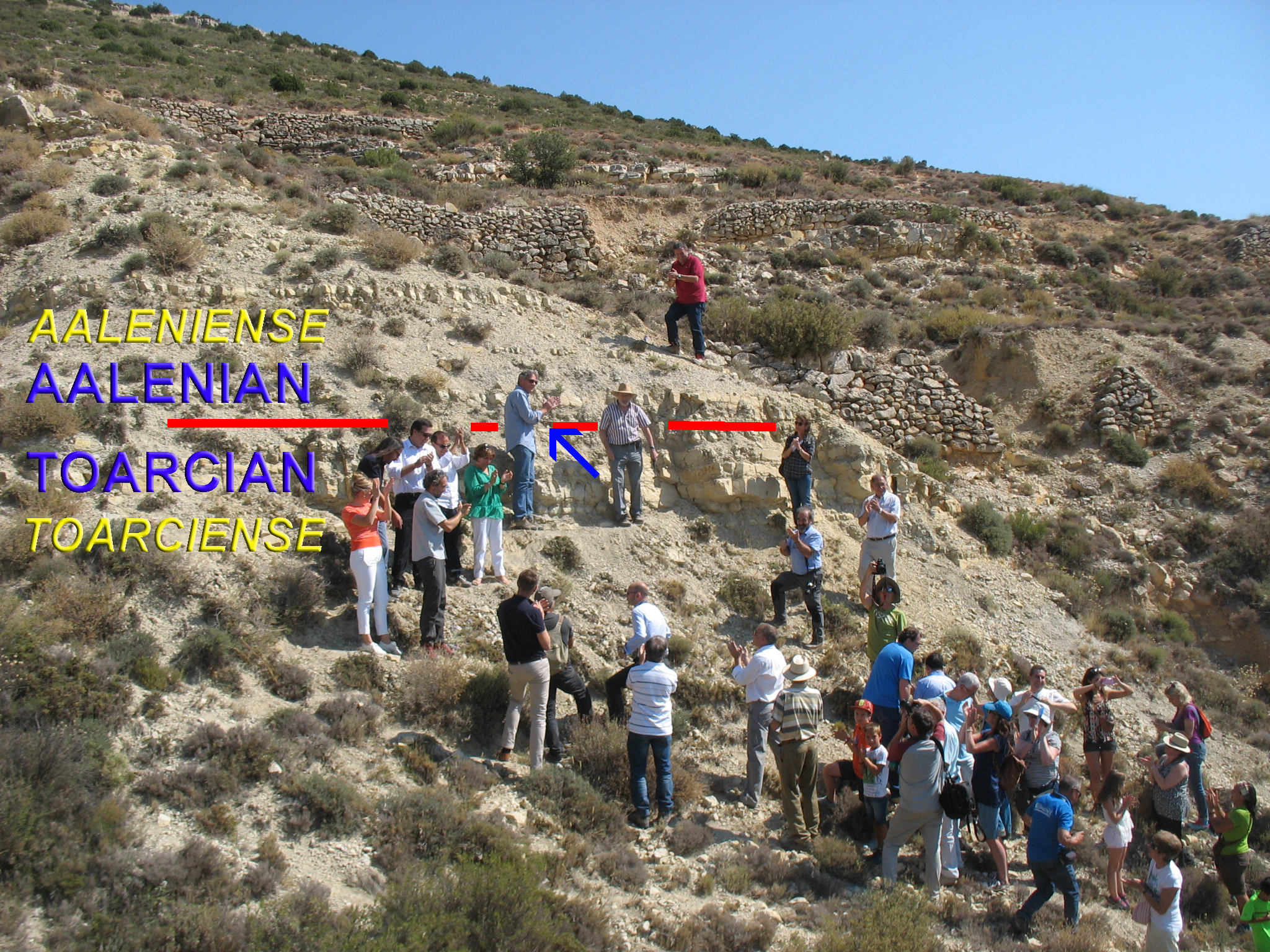
Ceremonia de colocación del clavo dorado (flecha azul) en la base del Aaleniense (GSSP) en Fuentelsaz (Guadalajara, España).

El Aaleniense o Aaleniano es el primer piso y edad del Jurásico Medio en la escala temporal geológica. Sucede al Toarciense (último piso del Jurásico Inferior/Temprano) y precede al Bajociense. Se inició hace unos 174,7 millones de años y terminó hace unos 170,9 millones de años.
El Aaleniense se introdujo en la literatura científica por el por el geólogo y paleontólogo franco-suizo Karl Mayer-Eymar en 1864. Recibe su nombre de la localidad de Aalen, a 70 kilómetros de Stuttgart (Alemania).

## Sección estratotipo y punto de límite global (GSSP)
La sección estratotipo y punto de límite global (GSSP) para la base del Aaleniense, y por tanto del Jurásico Medio, se encuentra en la sección de Fuentelsaz (Guadalajara, España). Se caracteriza por la primera aparición de los amonites Leioceras opalinum y Leioceras lineatum y corresponde a un intervalo de polaridad normal. El piso y el GSSP fueron aprobados por la Comisión Internacional de Estratigrafía y ratificados por la Unión Internacional de Ciencias Geológicas en el año 2000.
El techo del Aaleniense se define por el GSSP de la base del Bajociense, caracterizado por la Comisión Internacional de Estratigrafía, que se caracteriza por la primera aparición de los amonites Hyperlioceras mundum, Hyperlioceras furcatum, Braunsina aspera y Braunsina elegantula.

## Fauna del Aaleniense

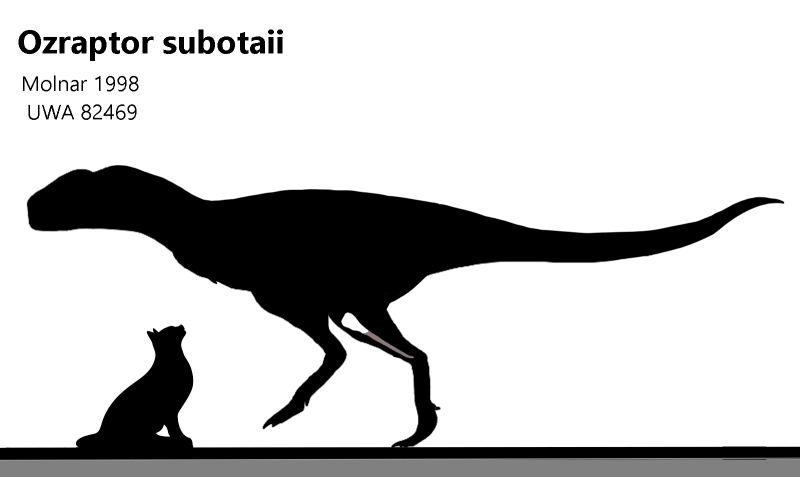
Ozraptor.
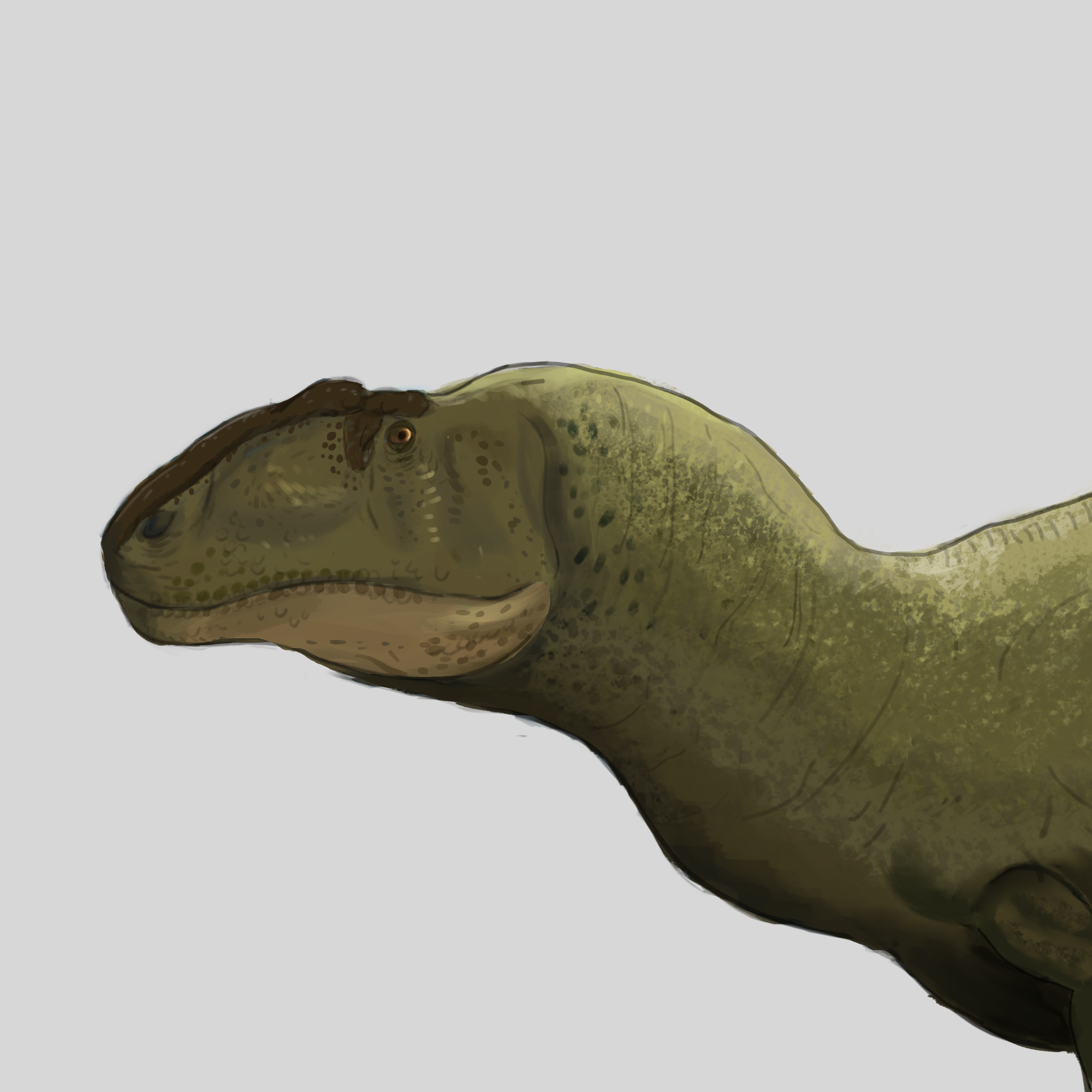
Shidaisaurus
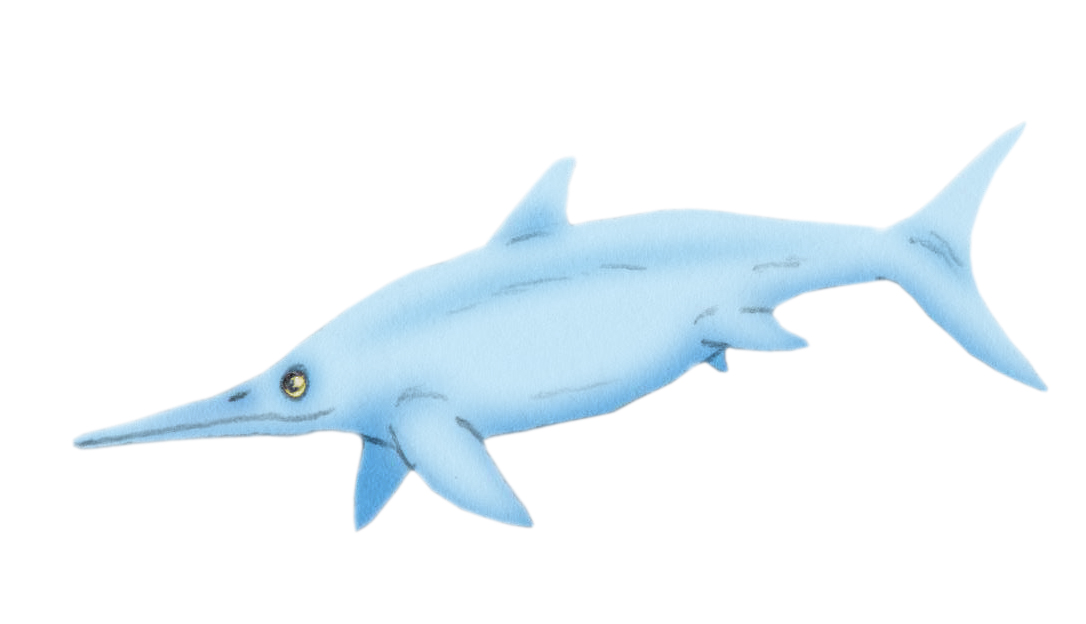
Chacaicosaurus